# Liste der denkmalgeschützten Objekte in Kraubath an der Mur
Die Liste der denkmalgeschützten Objekte in Kraubath an der Mur enthält die denkmalgeschützten, unbeweglichen Objekte der Gemeinde Kraubath an der Mur im steirischen Bezirk Leoben.

## Denkmäler
| Foto |                 | Denkmal                                                                         | Standort                                 | Beschreibung | Metadaten |
| ---- | --------------- | ------------------------------------------------------------------------------- | ---------------------------------------- | --- | --- |
| ja   | Datei hochladen | Pfarrgarten mit Umfriedung und Pavillon HERIS-ID: 71056 Objekt-ID: 84206        | bei Dorfstraße 26a Standort KG: Kraubath | | BDA-Hist.: Q38126577 Status: § 2a Stand der BDA-Liste: 2025-06-30 Name: Pfarrgarten mit Umfriedung und Pavillon GstNr.: 573, .219 Pfarrgarten, Kraubath an der Mur |
| ja   | Datei hochladen | Postmeilenstein HERIS-ID: 71057 Objekt-ID: 84207                                | Kirchplatz 1, bei Standort KG: Kraubath  | Der Meilenstein ist mit 1838 bezeichnet und zeigt 4 Meilen von der damaligen Kreisstadt Bruck an. | BDA-Hist.: Q38126586 Status: § 2a Stand der BDA-Liste: 2025-06-30 Name: Postmeilenstein GstNr.: .27/5 Postmeilenstein Kraubath an der Mur                          |
| ja   | Datei hochladen | Pfarrhof HERIS-ID: 71053 Objekt-ID: 84203                                       | Kirchplatz 9 Standort KG: Kraubath       | | BDA-Hist.: Q38126559 Status: § 2a Stand der BDA-Liste: 2025-06-30 Name: Pfarrhof GstNr.: .2, 589 Pfarrhof hl. Georg, Kraubath an der Mur                           |
| ja   | Datei hochladen | Kath. Pfarrkirche hl. Georg und Friedhofsmauer HERIS-ID: 51597 Objekt-ID: 57282 | Kirchplatz 9 Standort KG: Kraubath       | Die Kirche wurde 1195 erstmals erwähnt und gehörte damals schon zum Stift Admont. 1784 erfolgte ein Umbau. Es ist ein langer Saalraum mit eingezogenem Chor im 3/8-Schluss, im Westen ist ein Dachreiter mit Zwiebelhaube aufgesetzt. Die Glasmalerei stammt aus dem Jahr 1922 von der Tiroler Glasmalerei und Mosaik Anstalt. Der Hochaltar wurde 1960 aus barocken und neubarocken Teilen neu zusammengefügt. | BDA-Hist.: Q38046262 Status: § 2a Stand der BDA-Liste: 2025-06-30 Name: Kath. Pfarrkirche hl. Georg und Friedhofsmauer GstNr.: .1, 580 Pfarrkirche Kraubath        |